# Кейн, Сьюзен
Сьюзен Хоровиц Кейн (англ. Susan Horowitz Cain; род. 1 мая 1968) — американская писательница, преподаватель, а также автор книги Quiet: The Power of Introverts in a World That Can not Stop Talking (Сила интровертов. Тихие люди в мире, который не может помолчать, 2012), которая утверждает, что современная западная культура неправильно понимает и недооценивает черты и возможности интровертных людей.
Она является соучредителем некоммерческой организации Quiet Revolution (2015), сложившуюся с заявленной миссией «для раскрытия власти интровертов на благо всех нас» и инициативами по планированию бизнеса, правительства, рабочих мест, образования, образа жизни и отцовства.

## Ранняя карьера
В 1989 году Сьюзен Кейн окончила Принстонский университет со степенью бакалавра английского языка. В 1993 году получила степень доктора юридических наук в Гарвардской школе права.
Она семь лет работала адвокатом в международной юридической фирме Cleary Gottlieb Steen & Hamilton LLP (1994—2001 гг), а потом основала собственную компанию, где занимала должность президента и работала консультантом (2004—2008 г.).
Через некоторое время Сьюзен Кейн оставила свою карьеру в сфере корпоративного права и консалтинга.. «Я оглядываюсь на свои годы адвокатской деятельности на Уолл-стрит, как на время, проведенное в чужой стране», — пишет она.

## Тихая революция
Сьюзен Кейн объясняет, что если бы она не была писательницей, она хотела бы быть психологом-исследователем. Ее интерес к теме интроверсии возник через собственные трудности с публичным выступлением.
Еще работая адвокатом, на примере сотрудников фирмы, Кейн заметила, что существует соответствующее отношение к подобным ей, причем стать «самой по себе» не объясняет личных черт и реакцию окружающих на них. В конце концов она поняла, что концепции интроверсии и экстраверсии дали «толчок для обсуждения вопросов идентичности», которой не хватало.
Кейн рассказывает, что к написанию книги ее вдохновило феминистическое произведение 1963 года «The Feminine Mystique» (Загадка женственности). Она уподобляет интровертам женщинам того времени — гражданам второго класса с огромным потенциалом и говорит о том, что большинство интровертов не знают, как и почему они постоянно проводят свое время таким образом, как они того не желают. Кейн объясняет, что своей книгой пыталась дать людям право по собственному желанию быть тем, кто они есть.
После публикации своей книги, Сьюзен Кейн рассматривала возможность написания второй книги на другую тему, но отзывы читателей убедили ее в том, что для интровертов еще многое предстоит сделать. После получения совета автора и маркетолога Сета Година относительно того, что действительно изменило бы жизнь людей, Кейн решила вместо этого создать миссионерскую организацию «Тихая революция» (англ. Quiet Revolution).
Также Кейн отмечает, что заинтересована в работе с родителями и учителями интровертных детей, а также в смене форм культуры и дизайна рабочих мест, сделать окружающую среду более благоприятной для глубокой мысли и сольной рефлексии. «Как спокойный человек может достичь успеха в обществе, если постоянно слушает громкий голос в комнате? Как наши идеи относительно работы, любви и досуга изменились бы, если бы интроверсия была лучше понятна?», — спрашивает она.